# 356
Римська імперія об'єднана під правлінням Констанція II. У Китаї правління династії Цзінь. В Індії починається період імперії Гуптів. У Японії триває період Ямато. У Персії править династія Сассанідів.
На території лісостепової України Черняхівська культура. У Північному Причорномор'ї готи й сармати. Історики VI століття згадують плем'я антів, що мешкало на території сучасної України приблизно з IV сторіччя.

## Події
- 19 лютого імператор Констанцій II видав едикт, що велів закрити всі поганські храми в імперії.
- Констанцій II звелів схопити Афанасія Великого, але патріарх утік у пустелю.
- На Авгутсодунум напали алемани.
- Алемани розбили Юліана біля Реймса, але він здобув перемогу при Брюматі.
- Алемани вторглися в Рецію.
- Юліан змушений провести зиму в обложеній варварами Сеноні.
- Почалося спорудження собору Святого Петра в Римі.
- зникло корейське племінне об'єднання Чінхан.

## Померли
- Святий Антоній
- Ветраніон, римський імператор.